# Saint-James
Saint-James és un municipi delegat francès, situat al departament de la Manche i a la regió de Normandia. L'any 2007 tenia 2.706 habitants. Després de la fusió amb Argouges, Carnet, La Croix-Avranchin, Montanel, Vergoncey i Villiers-le-Pré va esdevenir la seu administrativa del municipi nou amb el mateix nom. La nova entitat té 5014 habitants (2017).

## Demografia

### Població
El 2007 la població de fet de Saint-James era de 2.706 persones. Hi havia 1.116 famílies de les quals 388 eren unipersonals (141 homes vivint sols i 247 dones vivint soles), 396 parelles sense fills, 259 parelles amb fills i 73 famílies monoparentals amb fills.
La població ha evolucionat segons el següent gràfic:
Habitants censats

### Habitatges
El 2007 hi havia 1.310 habitatges, 1.131 eren l'habitatge principal de la família, 62 eren segones residències i 117 estaven desocupats. 1.111 eren cases i 192 eren apartaments. Dels 1.131 habitatges principals, 575 estaven ocupats pels seus propietaris, 525 estaven llogats i ocupats pels llogaters i 30 estaven cedits a títol gratuït; 14 tenien una cambra, 85 en tenien dues, 212 en tenien tres, 309 en tenien quatre i 510 en tenien cinc o més. 798 habitatges disposaven pel capbaix d'una plaça de pàrquing. A 541 habitatges hi havia un automòbil i a 387 n'hi havia dos o més.

### Piràmide de població
La piràmide de població per edats i sexe el 2009 era:
| Homes | Edats   | Dones |
| ----- | ------- | ----- |
| 4     | 95 o +  | 4     |
| 4     | 90 a 94 | 40    |
| 20    | 85 a 89 | 56    |
| 32    | 80 a 84 | 20    |
| 48    | 75 a 79 | 100   |
| 64    | 70 a 74 | 64    |
| 92    | 65 a 69 | 124   |
| 72    | 60 a 64 | 100   |
| 60    | 55 a 59 | 52    |
| 60    | 50 a 54 | 96    |
| 112   | 45 a 49 | 100   |
| 112   | 40 a 44 | 108   |
| 132   | 35 a 39 | 116   |
| 72    | 30 a 34 | 80    |
| 108   | 25 a 29 | 112   |
| 68    | 20 a 24 | 68    |
| 100   | 15 a 19 | 88    |
| 92    | 10 a 14 | 108   |
| 72    | 5 a 9   | 80    |
| 72    | 0 a 4   | 64    |

## Economia
El 2007 la població en edat de treballar era de 1.665 persones, 1.140 eren actives i 525 eren inactives. De les 1.140 persones actives 1.043 estaven ocupades (551 homes i 492 dones) i 97 estaven aturades (42 homes i 55 dones). De les 525 persones inactives 205 estaven jubilades, 112 estaven estudiant i 208 estaven classificades com a «altres inactius».

### Ingressos
El 2009 a Saint-James hi havia 1.169 unitats fiscals que integraven 2.574,5 persones, la mediana anual d'ingressos fiscals per persona era de 16.181 €.

### Activitats econòmiques
Dels 175 establiments que hi havia el 2007, 3 eren d'empreses extractives, 6 d'empreses alimentàries, 8 d'empreses de fabricació d'altres productes industrials, 15 d'empreses de construcció, 42 d'empreses de comerç i reparació d'automòbils, 10 d'empreses de transport, 10 d'empreses d'hostatgeria i restauració, 2 d'empreses d'informació i comunicació, 13 d'empreses financeres, 7 d'empreses immobiliàries, 16 d'empreses de serveis, 30 d'entitats de l'administració pública i 13 d'empreses classificades com a «altres activitats de serveis».
Dels 41 establiments de servei als particulars que hi havia el 2009, 1 era una oficina d'administració d'Hisenda pública, 1 gendarmeria, 1 oficina de correu, 5 oficines bancàries, 1 funerària, 3 tallers de reparació d'automòbils i de material agrícola, 1 taller d'inspecció tècnica de vehicles, 1 autoescola, 1 paleta, 4 guixaires pintors, 3 fusteries, 4 lampisteries, 1 electricista, 6 perruqueries, 2 veterinaris, 3 restaurants, 1 agència immobiliària, 1 tintoreria i 1 saló de bellesa.
Dels 26 establiments comercials que hi havia el 2009, 2 eren supermercats, 1 una gran superfície de material de bricolatge, 1 una botiga de més de 120 m², 5 fleques, 2 carnisseries, 2 llibreries, 4 botigues de roba, 1 una botiga d'equipament de la llar, 1 una sabateria, 1 una botiga d'electrodomèstics, 2 drogueries, 1 una perfumeria i 3 floristeries.
L'any 2000 a Saint-James hi havia 55 explotacions agrícoles que ocupaven un total de 1.036 hectàrees.

## Equipaments sanitaris i escolars
El 2009 hi havia 1 hospital de tractaments de curta durada, 1 hospital de tractaments de mitja durada (seguiment i rehabilitació), 2 farmàcies i 1 ambulància.
El 2009 hi havia 1 escola maternal i 2 escoles elementals. Saint-James disposava de 2 col·legis d'educació secundària amb 360 alumnes.

## Poblacions més properes
El següent diagrama mostra les poblacions més properes.